# Liste der Monuments historiques in Magny-sur-Tille
Die Liste der Monuments historiques in Magny-sur-Tille führt die Monuments historiques in der französischen Gemeinde Magny-sur-Tille auf.

## Liste der Objekte
| Bezeichnung                          | Beschreibung                                                      | Standort                                   | Kennzeichnung | Schutzstatus | Datum | Bild |
| ------------------------------------ | ----------------------------------------------------------------- | ------------------------------------------ | ------------- | ------------ | ----- | ---- |
| Grabstein für Pernelle de Fougerolle | Kalkstein, bezeichnet 1400                                        | in der Kirche Nativité-de-la-Vierge (Lage) | PM21001399    | Classé       | 1908  |      |
| Erzengel-Michael-Fenster             | Buntgals 16. Jahrhundert, Anfang des 20. Jahrhunderts neu gefasst | in der Kirche Nativité-de-la-Vierge (Lage) | PM21001400    | Classé       | 1908  |      |